# Sparganium oligocarpon
Sparganium oligocarpon là một loài thực vật có hoa trong họ Typhaceae. Loài này được Ångstr. miêu tả khoa học đầu tiên năm 1853.